# Lisewo (gmina w województwie warszawskim)
Lisewo – dawna gmina wiejska istniejąca do 1954 roku w woj. warszawskim. Siedzibą władz gminy było Lisewo Wielkie (obecna nazwa Lisewo Duże).
Gmina Lisewo (alt. gmina Liszewo) powstała za Królestwa Polskiego, w 1874 roku, w powiecie sierpeckim w guberni płockiej z obszaru dotychczasowych gmin Bożewo i Smoszewo.
W okresie międzywojennym gmina Lisewo należała do powiatu sierpeckiego w woj. warszawskim. 25 maja 1925 do gminy Lisewo przyłączono wsie Obręb Wielki, Obręb Mały i Sulkowo oraz folwarki Obręb Wielki i Obręb Mały z gminy Tłuchowo w powiecie lipnowskim.
Po wojnie gmina zachowała przynależność administracyjną. Według stanu z 1 lipca 1952 roku gmina składała się z 41 gromad.
Gminę zniesiono 29 września 1954 roku wraz z reformą wprowadzającą gromady w miejsce gmin. Jednostki nie przywrócono 1 stycznia 1973 roku po reaktywowaniu gmin, utworzono natomiast z jej dawnego obszaru dwie nowe gminy – Gozdowo i Mochowo.